# Kanał Sztynorcki
Kanał Sztynorcki – kanał mazurski łączący jezioro Dargin z jeziorem Sztynorckim. Jest jednym z najkrótszych kanałów na szlaku Wielkich Jezior Mazurskich, na równi z kanałem Nidzkim, tylko nieco dłuższym od najkrótszego Kanału Kula.

## Historia
Kanał został wykopany z inicjatywy władz pruskich w latach 1765–1772, jednak w pierwszych dekadach XIX wieku, wraz z pozostałymi kanałami, przestał on funkcjonować. Kanał mazurskie odbudowano w czasie robót publicznych realizowanych w latach 1854–1857.
Kanał ma 170 metrów długości. Jego brzegi zostały wybetonowane podczas jedynego od II wojny światowej remontu w latach 50. XX wieku. Na obu brzegach biegnie (częściowo zniszczona) ścieżka do burłaczenia.
Jest dopływem jeziora Dargin.

## Status
Zgodnie z Rozporządzeniem Rady Ministrów z 2002 r. ws. klasyfikacji śródlądowych dróg wodnych, kanał ma klasę żeglowną Ia. Znajduje się na obszarze chronionego krajobrazu Krainy Wielkich Jezior Mazurskich.

## Okolice
Nad kanałem nie znajdują się żadne przeszkody, co pozwala na pokonanie go przez jednostki żeglowne bez składania masztu. Przy zachodnim brzegu znajduje się neogotyckie mauzoleum-kaplica rodu Lehndorffów. W okolicach ujścia kanału na jeziorze Dargin znajdują się niebezpieczne dla żeglugi, ukryte tuż pod powierzchnią Głazy Sztynorckie, głazy narzutowe pozostałe z epok lodowcowych.